# 程朱理学

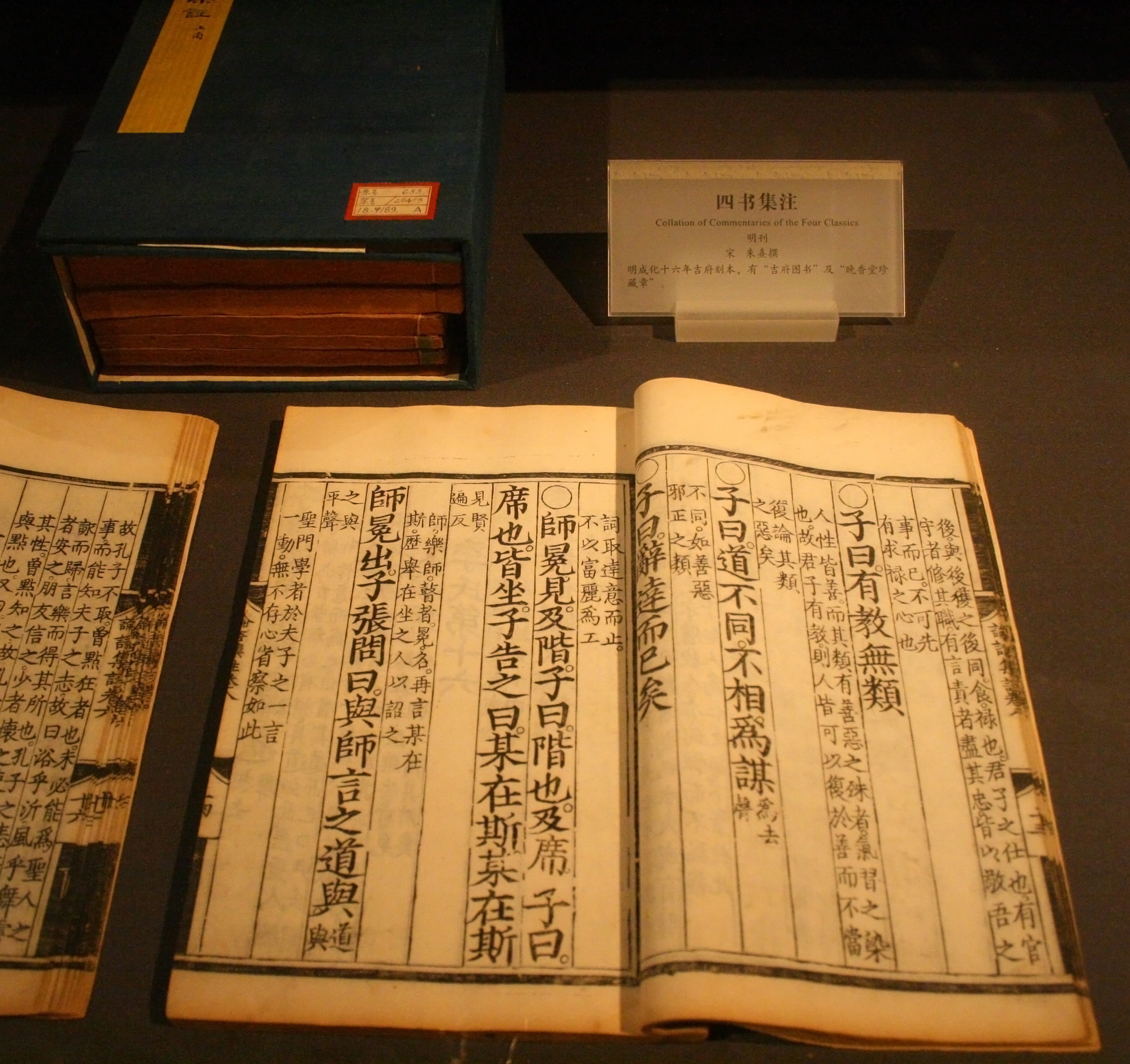
朱熹《四書集注》，明朝成化十六年吉府刻本，藏於山東博物館

程朱理学，是宋明理學的一派，又稱性理學，有時會被简称為理学，與心學相對。是指宋朝以后由程颐、朱熹等人发展出来的儒家流派，認為理是宇宙萬物的起源（從不同的角度認識，它有不同的名稱，如天、道、上帝等），而且它是善的，它將善賦予人便成為本性，將善賦予社會便成為“禮”；而人在世界萬物紛擾交錯中，很容易迷失自己稟賦自“理”的本性，社會便失去“禮”。
如果無法收斂私欲的擴張，則偏離了天道，不但無法成為聖人（儒家最高修為者，人人皆可達之），還可能會迷失於世間。所以要修養、歸返、並伸展上天賦予的本性（存天理），以達致“仁”的最高境界；此時完全進入了理，即“天人合一”矣。然後就可以“從心所欲而不逾矩”，這時人欲已融入進天理中（滅人欲，不是無欲，而是理欲合一），無意、無必、無固、無我（從“毋”變成“無”），則無論做什麼都不會偏離天道了。
理是宇宙萬物的起源，所以萬物“之所以然”必有一個“理”；而通過推究事物的道理（格物），可以達到認識真理的目的（致知）。

## 發展
理學在中国古代又称“义理之学”或“道學”，其創始人為北宋的周敦颐、邵雍及張載。繼後有程颢和程颐等人繼續發展，最終由南宋朱熹集其大成，因此这种理学常被称为“程朱理学”，在元朝及其后的朝代中均为国家的官方思想。研究理学的学者稱為“理學家”。
理學初起於北宋，盛極於南宋與元朝、明朝時代，清朝中葉以後逐漸沒落。它是宋朝以后才發展出來的一種新儒學思想，除了傳統儒學的自身更張和社會形勢所迫之外，還大量融入了佛家、道家思想。宋、明以降，著名理學名家有：周敦頤、張載、二程（程顥、程頤）、楊時、羅從彥、朱熹、呂祖謙、楊簡、真德秀、魏了翁、許衡、吳澄、曹端、薛瑄、吳與弼、邱濬、陳獻章……等。細分來講，陸王（陸九淵、王守仁）、濂溪（周敦頤）與理學有所差異，而更背道而馳，萬不可混為一談。
魏晉南北朝玄學盛行，唐代佛、道思想盛行，儒家思想不再獨尊於一家。但是朱熹完成了新儒學的改革。朱熹的深刻之处在于，把孔孟置于正宗，同时又把董仲舒五行，把张载、周敦颐、二程的观点，以及佛学高度一元化的哲学和道家無為的思辨精神，加以整理，小心而细致地构造出内容精深的新儒学体系。儒学在世界观、方法论上的短处被克服了。這使佛、道等学说再也不会动摇它了。类似于同时期文藝復興运动大大改革了万事以宗教为重的思潮，宋以后七百年间，理学一直被奉为正统，与宗法制十分的适应。

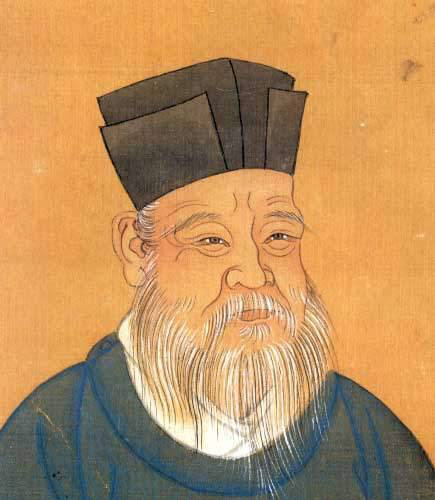
朱熹，理学的集大成者，他认为伦理道德便是三纲五常，提出了“存天理，灭人欲”的主张。

朱熹而將儒家思想推向了更高的境界，使其成為儒家發展史的一個里程碑。一提到理學，人們馬上會想到“存天理，滅人欲”的口號。在理學發達之前，“仁”是儒家中心思想，雖然是一種有等級尊卑的愛，但仁是以人性為基礎。雖然傳統儒學也主張孝道和貞潔，但其禁欲色彩並不濃厚。儒學發展到理學階段以後，已帶有濃厚的禁慾主義色彩。二程說“大抵人有身，便有自私之理，宜其與道難一”，並稱“無人欲即皆天理”。《朱子語類·卷十三》，朱熹用飲食為例闡述：“飲食者，天理也；要求美味，人欲也。”在宋朝以後，中國很少再出現像李白這樣“我本楚狂人”的詩人了。
程頤嚴肅剛正，神聖不可侵犯，甚至不通人情，實為後世所見的“道學臉孔”。在婦女貞操方面，程頤認為：“……凡取（娶），以配身也；若取失節者以配身，是己失節也。”有人問程頤，寡婦貧苦無依，能不能再嫁（「或有孤孀貧窮無托者，可再嫁否」）；程頤答，有些人怕凍死餓死，才用饑寒作為藉口，然而餓死事小、失節事大（「只是後世怕寒餓死，故有是說；然餓死事極小，失節事極大」）。（《程氏遺書》卷二十二）程頤以此作為衡量賢媛淑女的標準，朱熹在〈與陳師中書〉也同意這樣的說法：「昔伊川先生嘗論此事，以為餓死事小、失節事大。自世俗觀之，誠為迂腐；然自知經識理之君子觀之，當有以知其不可易也。」朱熹主張婦女“從一而終”、壓抑“人欲”。
程朱理學反對佛道的虛無主義，認為它忽略了倫理道德秩序；但同時又從道家思想裡借鑒了許多關於道的論述，作為儒家形上學體系的材料。其實這正是儒家經典《大學》所謂“好而知其惡，惡而知其美”的具體表現。
朱熹的思想體系博大精微，教人的方法也較為平易近人，因此能集宋代理學之大成，是繼孔子後儒學集大成者。朱熹的許多著作都是下细功夫的，他與呂祖謙共同編撰了一本著作《近思錄》作為理解四子書（指周敦頤、二程、張載）的階梯；而他認為，四子書是通往五經的階梯，《近思錄》曾為後世儒生必讀。熊赐履大肆鼓吹程朱学说，强调：“朱子之学，即程子之学。程朱之学，即孔孟之学。若程朱非，则孔孟亦非矣。程朱之学，孔孟之学也。程朱之道，孔孟之道也。学孔孟而不宗程朱，犹欲其出而不由其户，欲其入而闭其门也。”。乾隆五年（1740年）下诏，程朱之学“得孔孟之心传……循之则为君子，悖之则为小人；为国家者由之则治，失之则乱；实有裨于化民成俗，修己治人之要。”
繼朱熹之後，明朝大儒王陽明（王守仁）將儒家思想再次推向了另一個極致——心學。

## 对程朱理学的批判
明末，李贽针对正统理学家的“存天理灭人欲”的命题，他提出“穿衣吃饭，即是人伦物理”的主张，认为“理”，就在百姓的日常生活当中，对正统思想提出了挑战。
清朝以後，“反理學”的態勢一度形成。顏元此後力反程朱的守靜與虛學，痛斥朱熹是“满口胡说”、“自欺欺世”，“必破一分程朱，始入一分孔孟”；“程朱之道不熄，孔子之道不著”；又批程朱“徒見道於紙，談道於口，考道於筆”。他深感“误人才，败天下事者，宋人之学也”，他說：「率天下入故紙中，耗盡身心氣力，做弱人病人無用人，皆晦庵（朱熹）為之也！」。
清代戴震认为：“理者，存乎欲者也。”（《孟子字义疏证》卷上）“凡事为皆有于欲，无欲则无为矣。有欲而后有为，有为而归于至当不可易之谓理。无欲无为，又焉有理？”（《孟子字义疏证》卷下）。
五四運動後，知識份子極力破除“吃人的禮教”，甚至對理學有一致的觀點，主張中國的衰落自宋開始，其中，朱熹的理學曾被认为是所有這些衰落的罪魁禍首。

## 宋明理学的主要学派
宋明理学的主要学派包括周敦颐的道学派（以「道」为核心概念）、邵雍的数学派（以「数」为核心概念）、张载与王夫之的气学派（以「气」为核心概念）、程（程颢、程颐）与朱熹的理学派（以「理」为核心概念）、陆九渊与王阳明的心学派（以「心」为核心概念）、陈亮与叶适的事功学派（以「事功」为核心概念）等。陆王心学於程朱理学日趋僵化之际，而盛于明代中后期。张载与王夫之气学则于心学日趋式微之际，与事功学派合流而盛于清代。
宋代传入日本，形成了日本朱子学。

## 研究書目
- 陳榮捷：《朱學論集》（臺北：臺灣學生書局，1982）。
- Hoyt Tillman（田浩）著，阮東升等譯：《旁觀朱子學：略論宋代與現代的經濟、教育、文化、哲學》（上海：華東師範大學出出版社，2011）。
- 島田虔次著，蔣國保譯：《朱子學與陽明學》（西安：陝西師範大學出版社，1986）。
- 山下龍二：（東京：研文社，1991）。
- 鍾彩鈞：〈二程道德論與工夫論述要 （页面存档备份，存于）〉。
- 鍾彩鈞：〈二程心性說析論 （页面存档备份，存于）〉。
- 鍾彩鈞：〈二程本體論要旨探究──從自然論向目的論的展開 （页面存档备份，存于）〉。
- 吾妻重二：〈朱子学的知识体系及其在东亚的普遍意义 （页面存档备份，存于）〉。
- 陈晓杰：〈朱子学公私观的一种政治史考察——以“霅川事变”为线索 （页面存档备份，存于）〉。